# Derek Jarman
Derek Jarman (Northwood (Londen), 31 januari 1942 – Londen, 19 februari 1994) was een Brits kunstenaar, filmmaker, kostuumontwerper, podiumontwerper, schrijver, dichter, atheïst, tuinier en activist voor homorechten. Hij werd vooral beroemd als filmregisseur om zijn abstracte en zeer expressionistische films.

## Loopbaan
Telkens terugkerende thema's in het werk van Jarman waren de dood, homoseksualiteit, religie en een passie voor geschiedenis, literatuur en schilderkunst. Zijn films werden gekenmerkt door veel autobiografische elementen, visueel overweldigend camerawerk en decadente en extravagante decors.
Tot zijn bekendste films behoren Sebastiane over homoseksualiteit bij de Romeinen, Jubilee, een sciencefiction-komedie over een middeleeuwse koningin die in in het punktijdperk van de jaren tachtig belandt, The Tempest, een film waarin het gelijknamige verhaal van Shakespeare verplaatst wordt naar de moderne tijd, Caravaggio, een biografisch drama over het leven van de 16e-eeuwse schilder Caravaggio, en Wittgenstein, een toneelachtige film waarin het leven van de Oostenrijkse filosoof Ludwig Wittgenstein uitgebeeld wordt.
De laatste jaren van Jarmans leven werden gekenmerkt door de ziekte aids waaraan hij leed. Tijdens deze periode maakte hij een hele reeks korte films zonder verhaal maar waarin hij met vreemde beelden zijn gevoelens wilde uitdrukken. Het meest extreme voorbeeld hiervan is Blue, een film die hij maakte toen hij door de gevolgen van aids blind was geworden. In deze film is 50 minuten lang een blauw scherm te zien. Voor de rest bevat de film alleen geluid. De muziek in de film is onder meer van Brian Eno en Miranda Sex Garden.
Kort na het maken van Blue overleed Derek Jarman.
In 1991 ontving Jarman de Bob Angelo Penning van de Nederlandse Vereniging tot Integratie van Homoseksualiteit COC.

## Prospect Cottage

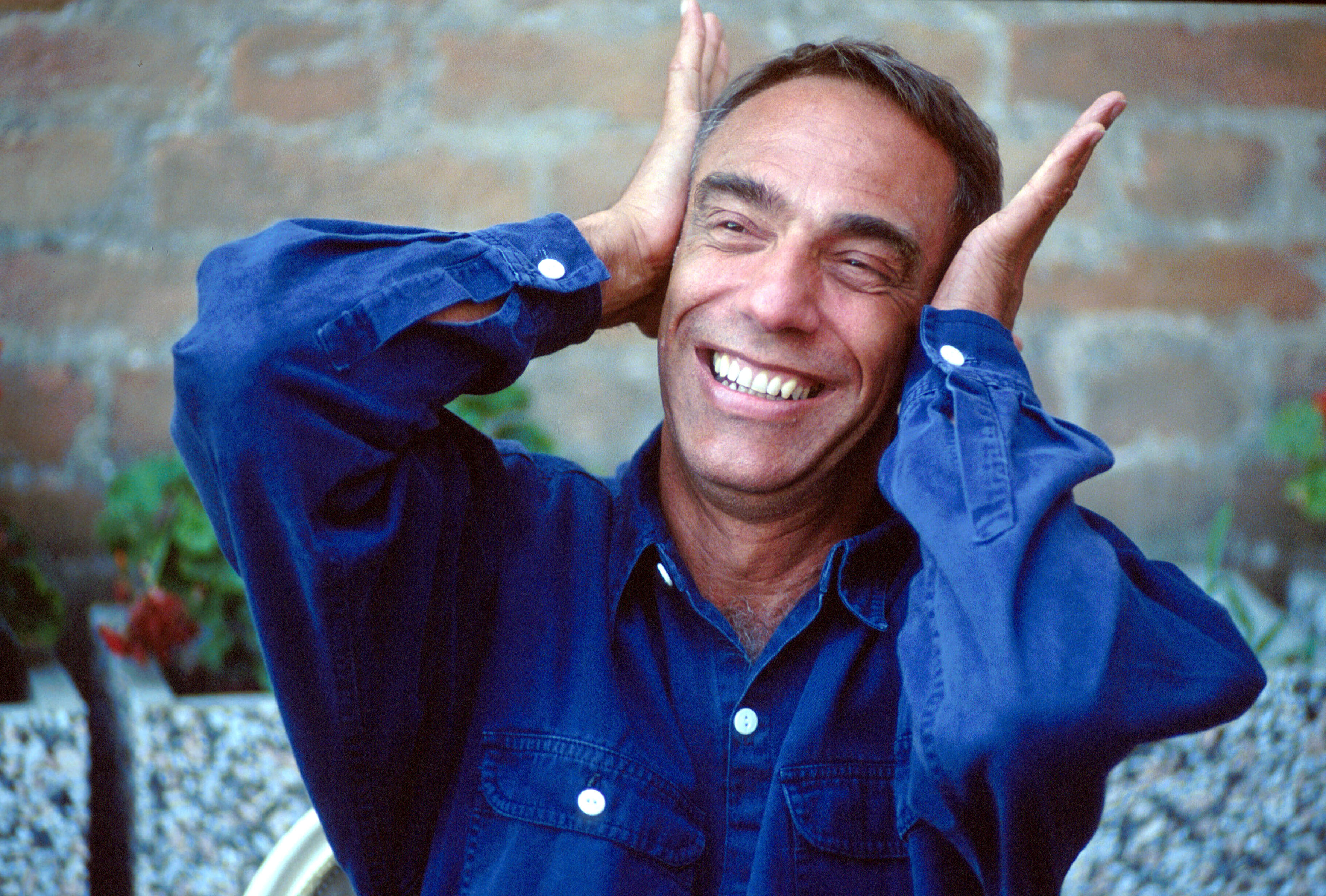
Derek Jarman in 1991 tijdens het Filmfestival van Venetië

In 1986 kocht Jarman 'Prospect Cottage,' een huis aan de kust bij Dungeness, Kent. Hij was op zoek naar een locatie voor zijn film The Garden, die in 1990 zou verschijnen. Met zijn partner Keith Collins kocht hij het zwartgeteerde vissershuisje en de tuin die erbij hoorde. Het huisje en de tuin liggen in een nogal desolaat gebied, met aan de horizon de kernenergiecentrale van Dungeness. 
Toen hij kort daarna hiv-positief werd bevonden, raakten het huisje, de tuin en het eind van zijn leven met elkaar vervlochten. In zijn dagboek Modern Nature, dat de periode van  1 januari 1989 tot en met august 1990 bestrijkt, spelen het huisje en de tuin een belangrijke rol. Uit de titel van de Nederlandse vertaling Moderne natuur : Aantekeningen uit een tuin aan de rand van het bestaan blijkt dat duidelijk. Het huisje en de tuin werden een soort bedevaartsoord.

## Filmografie
Langspeelfilms:
- Sebastiane (1976)
- Jubilee (1978)
- The Tempest (1979)

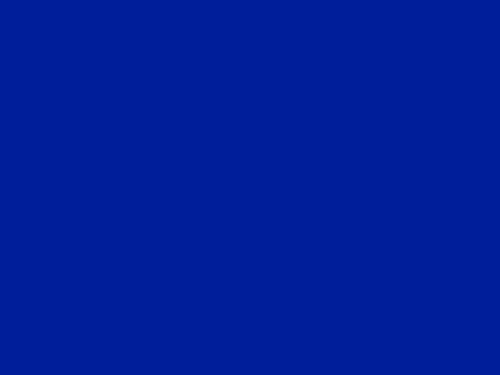
Beeld van de film Blue

- The Angelic Conversation (1985, uitgebracht 1987)
- Caravaggio (1986)
- Aria (1987)
- The Last of England (1988)
- War Requiem (1989)
- The Garden (1990)
- Edward II (1991)
- Wittgenstein (1993)
- Blue (1993)